# 阿爾弗雷多·阿爾孔

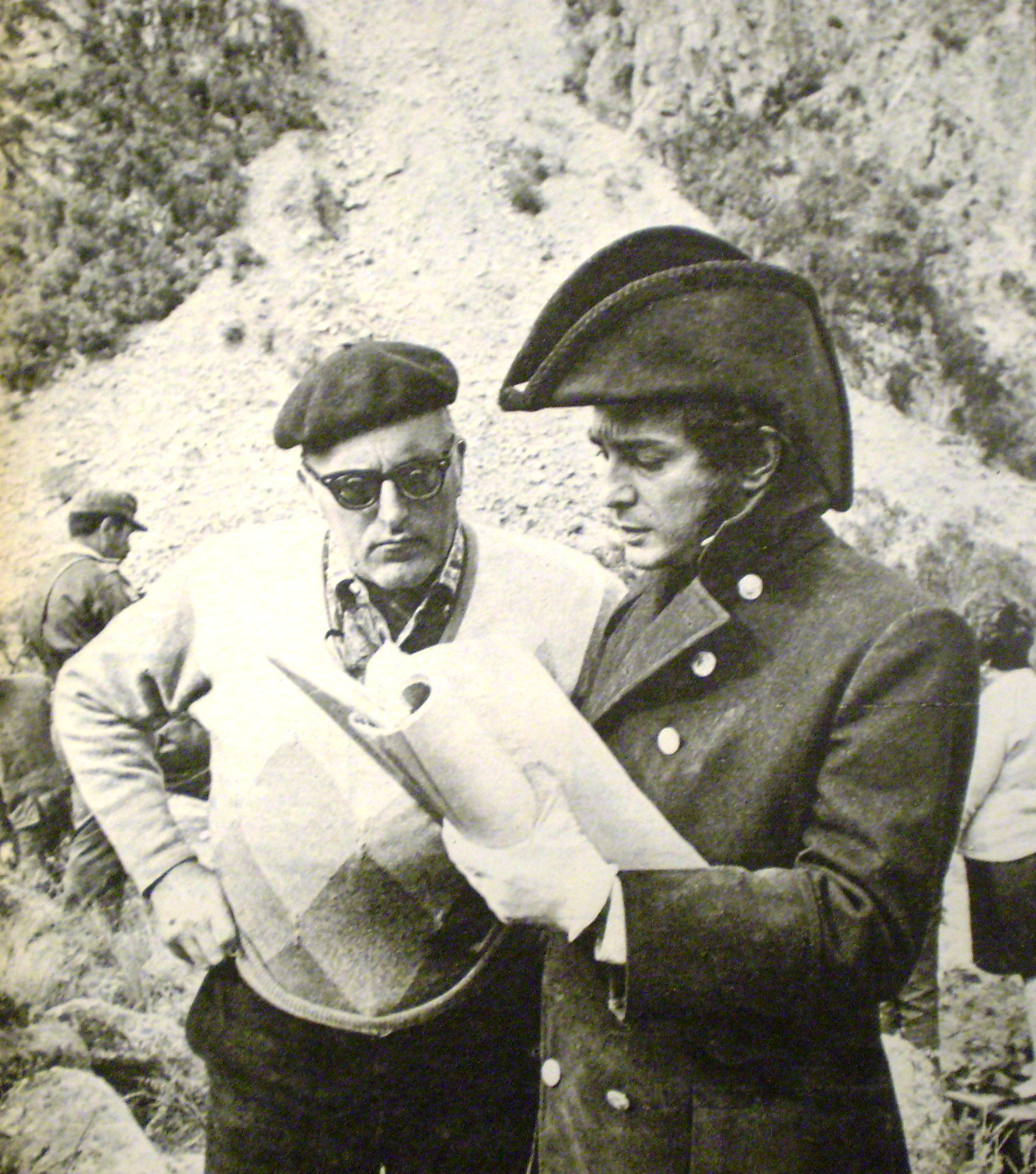
1970

阿爾弗雷多·阿爾孔（西班牙語：Alfredo Félix Alcón、西班牙語發音：[alˈfɾeðo alˈkon]，1930年3月3日—2014年4月11日），是一名阿根廷的剧场和电影演员。他出生于阿根廷布宜诺斯艾利斯，并出演过超过50部电影，第一部电影是1955年的《爱不会亡》。
2014年，他因病去世于布宜诺斯艾利斯。。